# Cindy Nelson
Cynthia Lee Nelson detta Cindy (Duluth, 19 agosto 1955) è un'ex sciatrice alpina statunitense.
Vincitrice di medaglie olimpiche e iridate, fu portabandiera degli Stati Uniti durante la cerimonia di apertura dei XII Giochi olimpici invernali di Innsbruck 1976.

## Biografia

### Stagioni 1971-1977
Sciatrice polivalente originaria di Lusten, Cindy Nelson entrò nella nazionale statunitense nel 1971 ma non poté disputare gli XI Giochi olimpici invernali di Sapporo 1972 a causa di un infortunio. Ottenne il primo piazzamento in Coppa del Mondo il 5 gennaio 1974 a Pfronten, quando si classificò 6ª in discesa libera; nella medesima specialità pochi giorni dopo, il 13 gennaio, colse a Grindelwald la prima vittoria, nonché primo podio, nel circuito e ai successivi Mondiali di Sankt Moritz 1974 fu 11ª nello slalom speciale.
Due stagioni dopo esordì ai Giochi olimpici invernali: a Innsbruck 1976, dopo essere stata portabandiera degli Stati Uniti durante la cerimonia di apertura, vinse la medaglia di bronzo nella discesa libera e si classificò 21ª nello slalom gigante e 13ª nello slalom speciale; fu inoltre 4ª nella prova di combinata, disputata in sede olimpica ma valida soltanto ai fini dei Mondiali del 1976.

### Stagioni 1978-1985
Ai Mondiali di Garmisch-Partenkirchen 1978 fu 5ª nella discesa libera, 15ª nello slalom gigante e 6ª nella combinata e in quella stagione 1977-1978 fu 2ª nella Coppa del Mondo di discesa libera, staccata dalla vincitrice Annemarie Moser-Pröll di 34 punti, mentre ai XIII Giochi olimpici invernali di Lake Placid 1980 si classificò 7ª nella discesa libera, 13ª nello slalom gigante e 11ª nello slalom speciale; anche in quell'occasione durante le Olimpiadi fu disputata la gara di combinata valida soltanto ai fini dei Mondiali del 1980, nella quale la Nelson vinse la medaglia d'argento.
Vinse un'altra medaglia d'argento ai Mondiali di Schladming 1982, nella discesa libera, mentre nella combinata fu 4ª. In Coppa del Mondo nella stagione 1982-1983 ottenne l'ultima vittoria (il 10 gennaio a Verbier in supergigante) e l'ultimo podio (2ª il 12 marzo a Vail in slalom gigante) della sua carriera; fu inoltre 2ª nella Coppa del Mondo di slalom gigante, staccata dalla vincitrice Tamara McKinney di 37 punti. Si congedò dai Giochi olimpici a Sarajevo 1984 (18ª nello slalom gigante) e dai Campionati mondiali a Bormio 1985 (15ª nella combinata); il suo ultimo piazzamento in carriera fu il 10º posto nel supergigante di Coppa del Mondo disputato a Banff il 10 marzo di quello stesso 1985.

## Palmarès

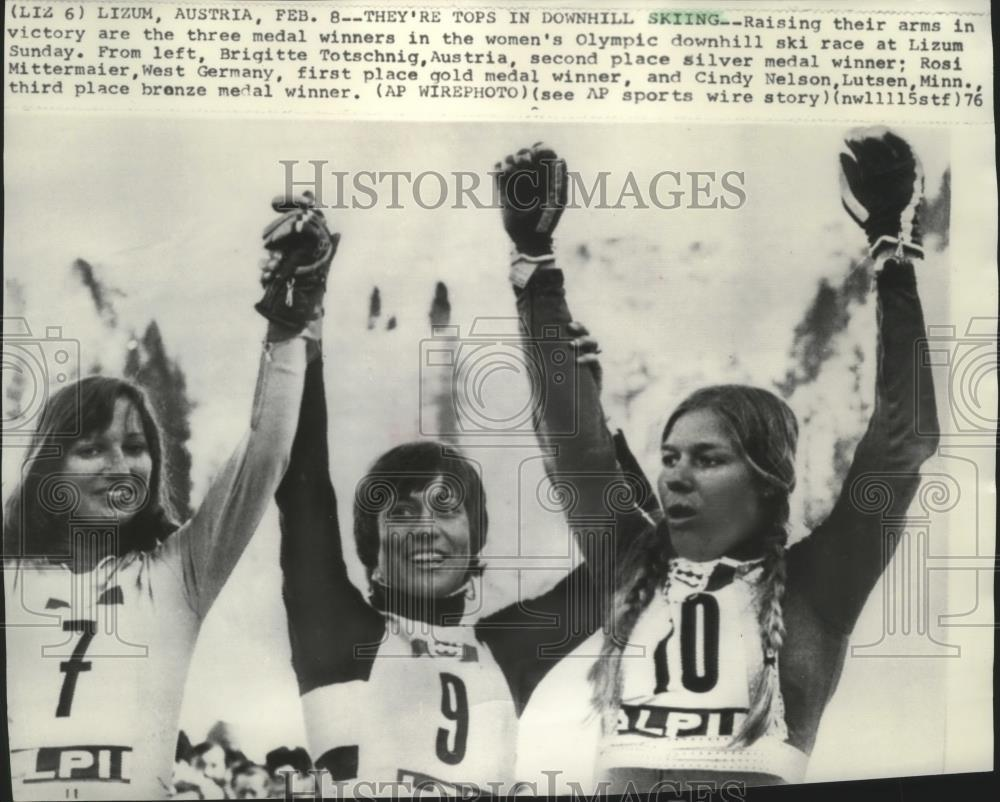
Il podio della discesa libera femminile ai XII Giochi olimpici invernali di : da sinistra, Brigitte Totschnig (argento), Rosi Mittermaier (oro) e Cindy Nelson (bronzo)

### Olimpiadi
- 1 medaglia, valida anche ai fini dei Mondiali:
  - 1 bronzo (discesa libera a Innsbruck 1976)

### Mondiali
- 2 medaglie, oltre a quella conquistata in sede olimpica:
  - 2 argenti (combinata a Lake Placid 1980; discesa libera a Schladming 1982)

### Coppa del Mondo
- Miglior piazzamento in classifica generale: 4ª nel 1979
- 26 podi:
  - 6 vittorie (3 in discesa libera, 1 in supergigante, 1 slalom gigante, 1 in combinata)
  - 12 secondi posti
  - 8 terzi posti

#### Coppa del Mondo - vittorie
| Data             | Località    | Paese          | Specialità |
| ---------------- | ----------- | -------------- | ---------- |
| 13 gennaio 1974  | Grindelwald | Svizzera       | DH         |
| 21 dicembre 1974 | Saalbach    | Austria        | DH         |
| 1º marzo 1975    | Garibaldi   | Canada         | GS         |
| 9 gennaio 1976   | Meiringen   | Svizzera       | KB         |
| 4 febbraio 1979  | Pfronten    | Germania Ovest | DH         |
| 10 gennaio 1983  | Verbier     | Svizzera       | SG         |

Legenda:

DH = discesa libera

SG = supergigante

GS = slalom gigante

KB = combinata

### Can-Am Cup/Nor-Am Cup
- Vincitrice della classifica di discesa libera nel 1973
- Vincitrice della classifica di slalom speciale nel 1978[senza fonte]

### Campionati statunitensi
- 9 medaglie (dati parziali):
  - 7 ori (discesa libera nel 1973; slalom speciale nel 1975; slalom speciale nel 1976; discesa libera nel 1978; slalom speciale nel 1979; discesa libera nel 1980; slalom speciale nel 1981)[2]
  - 1 argento (combinata[3] nel 1985)
  - 1 bronzo (slalom gigante[3] nel 1985)